# Padurenan (Mustikajaya)
Padurenan is een bestuurslaag in het regentschap Kota Bekasi van de provincie West-Java, Indonesië. Padurenan telt 39.437 inwoners (volkstelling 2010).